# راكتون (إلينوي)
راكتون (بالإنجليزية: Rockton)‏ هي مستوطنة تقع في الولايات المتحدة في إلينوي. يقدر عدد سكانها بـ 7,685 نسمة .

## الموقع الجغرافي
الموقع الجغرافي للمناطق المحيطة بهذه النقطة هو كالتالي: